# Лангер, Вероника
Вероника Лангер (исп. Veronica Langer) (13 апреля 1947, Буэнос-Айрес, Аргентина) — мексиканская актриса аргентинского происхождения.

## Биография
Родилась 13 апреля 1947 года в Буэнос-Айресе. Образование получила в Аргентине и после окончания средней школы поступила на медицинский факультет и заодно брала уроки актёрского мастерства. Наконец поняв, что к актёрской профессии её влечёт сильнее, она оставила медицинский факультет и переехала в Мехико и поступила сразу же в два института — UNAM и Национальный институт изящных искусств. В первом институте она получила степень магистра, во втором — бакалавра. Была вынуждена в возрасте 19-ти лет переехать в Мексику из-за военной диктатуры в Аргентине. В мексиканском кинематографе дебютировала в 1984 году и с тех пор снялась в 54 работах в кино и телесериалах. Пять раз номинирована на премию Ariel Awards, из которых победила в двух из них.

## Личная жизнь
Вероника Лангер вышла замуж и родила сына Пабло Аура.

## Фильмография

### Избранные телесериалы
- 1985-2007 — Женщина, случаи из реальной жизни
- 1996 — Марисоль — Кармен Педроса Лопес.
- 1997-98 — Свет женских глаз — Росарио.
- 1998 — Три жизни Софии — Эльза Кифуентес.
- 2001 — Женские секреты — Анхелика.
- 2003-04 — Свет женских глаз-2 — Росарио.